# Pathologie professionnelle
Cette rubrique tentera de recenser toutes les pathologies professionnelles, atteintes de la santé liées à une exposition à un risque professionnel qu'il s'agisse d'accident du travail, de maladie professionnelle (qui représentent la partie émergée de l'iceberg[Interprétation personnelle ?]) ou bien de maladies peu répandues ou émergentes dont l'origine professionnelle n'est pas encore officiellement reconnue ou encore d'affections qui se prêtent mal au carcan réglementaire[Interprétation personnelle ?] des tableaux de maladies professionnelles (comme c'est le cas par exemple des affections de stress).

## Classification
On peut classer les affections professionnelles en fonction :
- de la cause : produit chimique, agent physique, agent biologique, etc. ;
- du type d’affection : aiguë (œdème pulmonaire) ou effet à long terme (cancers) ;
- de l’organe cible : affections broncho-pulmonaires, cutanées, hépatiques et rénales, neurologiques, etc. ;
- du secteur d'activité : agriculture, bâtiment et travaux publics, secteur hospitalier, mines et carrières, etc.

## Classement par cause

### Toxicologie professionnelle

#### Principales affections
- Saturnisme : intoxication par le plomb
- Hydrargyrisme : intoxication par le mercure
- Intoxication au cadmium
- Argyrisme : intoxication par l'argent
- Intoxication à l'arsenic
- Intoxication au monoxyde de carbone
- Intoxication au manganèse
- Intoxication au toluène
- Intoxication à l'éthylène glycol
- Intoxication aux organophosphorés : intoxication par les insecticides organophosphorés

### Agents physiques

#### Bruit
L'exposition au bruit à un niveau qui dépasse 85 dB(A) pendant 8 heures par jour expose à un risque de surdité professionnelle.

#### Ambiance thermique chaude
L'exposition aux fortes chaleurs expose à risque de déshydratation et de coup de chaleur pouvant conduire à des accidents cardiaque. Le risque lié aux ambiances thermiques chaudes est évalué par différents indices, calculés à partir de mesure de température, de rayonnement, d'humidité de l'air, ainsi que par l'estimation du métabolisme et de l'isolement vestimentaire.
- Indice WBGT

#### Rayonnements ionisants
Dès le début de leur utilisation, sans précaution particulière, les rayonnements ionisants se sont révélés dangereux pour les utilisateurs, que ce soit en médecine ou dans les applications industrielles. Après les premiers accidents la fixation des premières normes de dose maximales d’exposition a permis de réduire les risques.
Les Bombardements atomiques d'Hiroshima et Nagasaki ont malheureusement permis de connaître les effets immédiats et à long terme des effets des fortes doses de rayonnements. Ces connaissances ont été extrapolées aux faibles doses avec une marge d’incertitude qui à sans doute fait sous estimer les risques environnementaux au moment de l’accident de Tchernobyl.
Les principales affections observées en dehors des cas exceptionnels d'irradiations accidentelles massives sont les radiodermites tardives (notamment chez les radiologues dans les premières décennies du XXe siècle) évoluant parfois en cancer cutané et les atteintes de la moelle osseuse avec aplasie médullaire et leucémies. Dans le cas particulier des mines d'uranium, il faut ajouter le risque de cancer bronchique. 

#### Air comprimé
Ce chapitre traite des risques liés aux travaux effectués dans une ambiance où règne une pression supérieure à la pression atmosphérique. Il s'agit essentiellement de la plongée sous-marine, mais également des travaux de génie civil effectués dans des caissons qui ont été pressurisés pour éviter les infiltrations d'eau sur le chantier : Percement de tunnels, construction de pont. L'exemple le plus connu est celui du chantier du pont de Brooklyn pendant lequel les ouvriers tubistes ont payé un lourd tribut à ce qu'on appelait alors la maladie des caissons. Didier Decoin raconte ces événements dramatiques dans son roman Abraham de Brooklyn.

## Classement par type de pathologie

### Accidents aigus
Les accidents aigus susceptibles d'entraîner la mort ou des blessures graves peuvent être d'origine chimique ou physique (électrocution, irradiation, etc.)
- Intoxication au cyanure

### Cancers professionnels
Le premier cancer professionnel a été décrit en 1775 par Percival Pott il s'agit du cancer cutané du scrotum chez les ramoneurs.
Parmi les agents cancérogènes reconnus, on trouve les poussières de bois, le formaldéhyde (cancers des voies aéro-digestives supérieures), le tétrachloréthylène (cancers du foie), le chrome hexavalent (cancers pulmonaires et naso-sinusiens), l'amiante (mésothéliome), le benzène, les fibres céramiques.

Les professions de peintre, de coiffeurs, ainsi que les personnes travaillant dans l'industrie du caoutchouc sont exposées aux cancers professionnels.

Il ne faut pas oublier les cancers de la vessie pour lesquels un facteur professionnel peut intervenir puisque beaucoup de produits chimiques ont des métabolites actifs qui se concentrent dans les urines.
Suivant les études actuellement disponibles, 5 à 10 % des cancers seraient d'origine professionnelle. Plus de 2 millions de travailleurs seraient exposés à des agents cancérogènes, alors que les tableaux actuels de maladies professionnelles ne prennent pas en compte tous les cancérogènes. 
Il existe en Europe deux classifications qui évaluent le potentiel cancérogène sur l'homme : celle du CIRC (ou de l'IARC), et celle de l'Union Européenne, qui se recoupent dans la majorité des cas.

La liste du CIRC est établie sur la base des dernières données scientifiques disponibles alors que la liste Européenne possède un caractère réglementaire qui s'impose aux états membres et transcrit souvent dans ses directives les données scientifiques avec quelques années de retard.
Les produits répertoriés comme cancérogènes certains pour l’homme figurent en catégorie 1  sur la liste du CIRC.
La direction générale du travail est chargée de la révision et de la création des tableaux de maladies professionnelles. La commission spécialisée relative à la pathologie professionnelle du Conseil d'orientation sur les conditions de travail participe à la révision et à la création des tableaux de maladies professionnelles.

## Classement par organe cible

### Affections Broncho-pulmonaires

#### Pneumoconioses
Il s'agit de maladies pulmonaires provoquées par l'inhalation de poussières minérales, silice, amiante, fer, etc.

#### Asthme
De nombreux allergènes professionnels sont impliqués dans l'asthme.La liste, non exhaustive, va de produits aussi banals que la farine, les poussières de bois, les ciments, à des produits chimiques plus spécifiques tels que les teintures capillaires pour les coiffeurs (l'exemple la para-phénylène diamine étant le plus anciennement connu ou les isocyanates contenus notamment dans les peintures).
L'asthme professionnel a des conséquences médicales, financières et sociales importantes puisqu'il oblige souvent les salariés qui en sont atteints à quitter leur travail et à s'orienter vers un reclassement professionnel.

#### Pneumopathies d'hypersensibilité
Il s'agit de maladies pulmonaires provoquées par une hypersensibilité à l'inhalation de poussières organiques.

### Affections cutanées

#### Dermites éczématiformes
Les dermites éczématiformes sont une des affections les plus souvent rencontrées en pathologie professionnelle, qu'il s'agisse de dermites ortho-ergiques (par irritation) provoquées par des produits agressifs pour la peau comme les solvants, les détergents, les huiles de coupe, ou de dermites allergiques, elles atteignent de nombreux salariés pour lesquels ces affections entraîne une gêne considérable dans l'exercice de leur profession.

### Affections neurologiques
De nombreux toxiques sont susceptibles de provoquer une atteinte neurologique. Le manganèse est connu pour provoquer un syndrome voisin de la maladie de Parkinson. Différents pesticides sont également incriminés dans la même affection, mais la preuve définitive de leur implication n'a pas encore été formellement apportée. 
Les polynévrites peuvent avoir également une origine toxique. En dehors de l'éthanol qui est l'étiologie largement dominante, on peut citer l'arsenic, l'hexane, le tétrachloroéthane, le sulfure de carbone.

### Affections ORL
Dans ce chapitre seront traités les otites barotraumatiques (plongeurs et aviateurs) l'ostéonécrose du maxillaire provoquée par le phosphore et le radium ainsi que le cancer de l'ethmoïde lié aux poussières de bois, au chrome et au formol.

## Classement par secteur d'activité

### Agriculture
Les risques phytosanitaires sont la plupart du temps la cause des pathologies liées à l'agriculture